# Józef Rychlik
Józef Rychlik (ur. 12 maja 1946 w Krakowie) – polski kompozytor i pedagog.
Wykłada w Akademii Muzycznej w Krakowie, gdzie studiował kompozycję w klasie Bogusława Schaffera oraz teorię muzyki. Tworzy muzykę poważną, elektroniczną, teatralną i filmową (do filmów animowanych).

## Twórczość

### Muzyka poważna
- Nokturn na sopran, flet, fortepian i 3 talerze (1966)
- Kwartet smyczkowy (1968)
- Utwór na flet, klarnet, skrzypce i wiolonczelę (1968)
- Muzyka symfoniczna I na 2 fortepiany i 2 kwartety smyczkowe (1969)
- Muzyka symfoniczna II na orkiestrę (1969)
- á 2 na perkusję (1970)
- Le Miroir na sopran (lub mezzosopran) i fortepian (1971)
- Sekwencje przestrzenne na orkiestrę kameralną (1971)
- Le cercle na perkusję (1971)
- Wielokropek na fortepian i dowolny zespół kameralny z solistą (1972)
- Grave-ap na organy (1973)
- VO-TO na chór mieszany a cappella (1973)
- C’est–à–dire, kompozycja konceptualna (1974)
- Plenitudo temporis na wielką orkiestrę symfoniczną (1974)
- Accialto na altówkę solo i orkiestrę kameralną (1975)
- Tryptyk poli-graficzny na fortepian (1996)
- Invocazioni intorno, koncert na waltornię i perkusję (1997)
- Fantazja styczniowa na fortepian (2000)
- Ave Crux na chór (2001)

### Muzyka elektroniczna
- Musinelle na taśmę (1975)
- Muzyka ścienna, fotografia na taśmę (1975-77)
- La Comparsita  (1976)
- To (1976)
- Podtytuł - Sen Eurydyki na taśmę (1978)
- Tuż za horyzontem na taśmę (1980)
- 2 M 80 (Fugi wokół bieli) na taśmę (1981)
- Podtytuł - Sen Eurydyki II na sopran i taśmę (1982)
- Refleksje I na taśmę (1991)
- Aura I na taśmę (1993)
- Logo na taśmę (1994)
- Logo III, miniatura elektroakustyczna na taśmę (1996)
- Brama słońca II na taśmę (2001)
- Fantazja na skrzypce barokowe i warstwę elektroakustyczną (2000)
- There Is a Time For…, 2002[1]

### Muzyka filmowa
- Kule i koła (1983)
- Parada (1986)
- Automobil (1987)
- Metamorfozy (1987)
- Sonata Marymoncka (1987)
- Ciąg dalszy nastąpi (1988)
- Norma (1988)
- Grunt to zdrowie (1989)
- Powroty (1989)
- Twierdza (1989)
- Słoneczna (1995)
- Ze światłem (1996)
- Bartoszewski (1998)
- Imię moje Kinga (1999)
- Pielgrzymi (2001)

### Muzyka dlo teatru telewizji
- Pamiątki Soplicy (1983)
- Trans-Atlantyk (1990)
- Listopad (1995)
- Inne Rozkosze (1998)